# Cubaris griseus
Cubaris griseus är en kräftdjursart som beskrevs av Walter E. Collinge 1920. Cubaris griseus ingår i släktet Cubaris och familjen Armadillidae. Inga underarter finns listade i Catalogue of Life.